# 呉下の阿蒙
呉下の阿蒙（ごかのあもう）は、中国の三国時代の呉の武将の呂蒙の故事によってできた故事成語である。「呉下の旧阿蒙」ともいう。

## 意味・由来
「呉下の阿蒙」とは、いつまで経っても進歩しない人のことを指す言葉であり、同義語に旧態依然等があげられる。基本的には悪い意味合いで使われているが、あとに「～にあらず」を付け加え、よく進歩する人という意味に変えて、褒め言葉として利用することもできる。また、「阿」は「～ちゃん」といった感じの意味合い（阿Q正伝を参照）で、「蒙」は道理に暗いの意味合いも存在する。したがって「阿蒙」の部分は「おバカちゃん」という意味も同時に含んでいて、この一語だけで「おバカな蒙ちゃん」という意味を表している。
この言葉の由来となった呂蒙という武将は武勇一点張りだったので、呉主孫権は彼に「武勇ばかりではなく学問も修めたほうがよい」と助言した。すると彼は、孫権の意に応えるために猛勉強を始め、高い教養を身につけていった。それからしばらくしたある日、彼は参謀の魯粛と対談したのだが、魯粛は彼の高い見識と知識に大いに驚いて「すでに武略のみの呉の蒙君ではなくなったな」といったという。
またこのとき彼は魯粛に「士別れて三日ならば、即ち更に刮目して相待つべし」といった。この言葉も有名でありその意味は、日々努力しているものは三日も会わなければ目を見張るほど進歩しているということである。この後彼は三国志の表舞台に登場することができた。
後世では、毛沢東がこの故事をプロパガンダに用いている。彼が羅瑞卿に語った言葉では「呂蒙は行伍の出身にして教養を持っていなかったため、不利であった。その後孫権が彼に読書を勧めると、彼は勧めを受け入れて勤学苦読し、後に東呉の統帥に出世した。今、我々の高級軍官のうち八割九割は行伍の出身で、革命に参加した後にやっと教養を学んでいる者たちだ。彼らは『三国志』と『呂蒙伝』を読まないわけにはいかない」とある（張貽玖『毛沢東読史』当代中国出版社　2005）。